# Kézdisárfalva
Kézdisárfalva (románul Tinoasa) falu Romániában Kovászna megyében, Kézdivásárhely tartozéktelepülése.
A Feketeügy és az Ozsdola-patak összefolyásánál fekszik.[forrás?]
1567-ben Salfalva néven említették, ekkor 14 kapuval írták össze. Régi római katolikus temploma 1648-ban épült, de 1802-ben egy földrengés annyira megrongálta, hogy be kellett zárni. A mai templom 1826-ban épült.
1910-ben 479 magyar lakosa volt. A trianoni békeszerződésig Háromszék vármegye Kézdi járásához tartozott.[forrás?]